# Yoshinori Kitase
Yoshinori Kitase (北瀬 佳範?; 23 settembre 1966) è un autore di videogiochi giapponese.
Lavora alla Square Enix dal 1º aprile 1990 ed è conosciuto per aver realizzato molti videogiochi della serie Final Fantasy come Final Fantasy X.

## Biografia
La passione di Kitase per la direzione dei film nacque quando, all'età di 12 anni, vide il film Star Wars. Dopo essersi laureato in arte, cominciò a lavorare per una piccola casa produttrice di cartoni animati per pubblicità e programmi televisivi.
Nel 1990 comincia a lavorare per la Square, pur non avendo nessuna conoscenza informatica. In questi anni dirige Final Fantasy VI (con Hiroyuki Ito), Final Fantasy VII e Final Fantasy VIII.
Successivamente produce Final Fantasy X, Final Fantasy X-2, Final Fantasy XIII e Final Fantasy XIII-2.

## Lavori
| Titolo                                      | Pubblicazione | Console                             | Accreditato come                          |
| ------------------------------------------- | ------------- | ----------------------------------- | ----------------------------------------- |
| Final Fantasy Adventure                     | 1991          | Game Boy                            | Scenario                                  |
| Romancing SaGa                              | 1992          | Super Nintendo Entertainment System | Field map designer                        |
| Final Fantasy V                             | 1992          | Super Nintendo Entertainment System | Field planner                             |
| Final Fantasy VI                            | 1994          | Super Nintendo Entertainment System | Director, field planner                   |
| Chrono Trigger                              | 1995          | Super Nintendo Entertainment System | Director, scenario planner                |
| Final Fantasy VII                           | 1997          | PlayStation, Windows                | Director, scenario planner                |
| Ehrgeiz                                     | 1998          | PlayStation                         | FF VII staff                              |
| Final Fantasy VIII                          | 1999          | PlayStation, Windows                | Director, scenario planner                |
| Final Fantasy X                             | 2001          | PlayStation 2                       | Producer                                  |
| Kingdom Hearts                              | 2002          | PlayStation 2                       | Co-producer                               |
| Final Fantasy X-2                           | 2003          | PlayStation 2                       | Producer                                  |
| Before Crisis: Final Fantasy VII            | 2004          | Cellulare                           | Producer                                  |
| Kingdom Hearts: Chain of Memories           | 2004          | Game Boy Advance                    | Co-producer                               |
| Final Fantasy VII: Technical Demo for PS3   | 2005          | PlayStation 3                       | Supervisor                                |
| Final Fantasy VII: Advent Children          | 2005          | DVD, PlayStation Portable           | Producer                                  |
| Kingdom Hearts II                           | 2005          | PlayStation 2                       | Co-producer                               |
| Dirge of Cerberus: Final Fantasy VII        | 2006          | PlayStation 2                       | Producer                                  |
| Final Fantasy V Advance                     | 2006          | Game Boy Advance                    | Supervisor                                |
| Final Fantasy VI Advance                    | 2006          | Game Boy Advance                    | Supervisor                                |
| Crisis Core: Final Fantasy VII              | 2007          | PlayStation Portable                | Executive producer, event planner         |
| Sigma Harmonics                             | 2008          | Nintendo DS                         | Producer                                  |
| Dissidia Final Fantasy                      | 2008          | PlayStation Portable                | Producer                                  |
| Final Fantasy VII: Advent Children Complete | 2009          | Film                                | Producer                                  |
| Final Fantasy XIII                          | 2009          | PlayStation 3, Xbox 360             | Producer, Crystal Tools development staff |
| The 3rd Birthday                            | 2010          | PlayStation Portable                | Executive producer                        |
| Dissidia 012 Final Fantasy                  | 2011          | PlayStation Portable                | Special thanks                            |
| Final Fantasy Type-0                        | 2011          | PlayStation Portable                | Producer                                  |
| Final Fantasy XIII-2                        | 2011          | PlayStation 3, Xbox 360             | Producer                                  |
| Lightning Returns: Final Fantasy XIII       | 2013          | PlayStation 3, Xbox 360             | Producer                                  |
| Final Fantasy X HD Remaster                 | 2013          | PlayStation 3, PlayStation Vita     | Producer                                  |
| Final Fantasy X-2 HD Remaster               | 2013          | PlayStation 3, PlayStation Vita     | Producer                                  |
| Theatrhythm Final Fantasy: Curtain Call     | 2013          | Nintendo 3DS                        | Special Thanks                            |
| Final Fantasy VII G-Bike                    | 2014          | iOS, Android                        | Executive Producer                        |
| Mobius Final Fantasy                        | 2015          | iOS, Android                        | Producer                                  |
| Final Fantasy: Brave Exvius                 | 2015          | iOS, Android                        | Special Thanks                            |
| Kingsglaive: Final Fantasy XV               | 2016          | Film                                | Special Thanks                            |
| Final Fantasy XV                            | 2016          | PlayStation 4, Xbox One             | Special thanks, original producer         |
| Final Fantasy VII Remake                    | 2020          | PlayStation 4                       | Producer                                  |